# An American Prayer
Op An American Prayer begeleiden The Doors door de in 1971 overleden zanger Jim Morrison geschreven en voorgedragen gedichten. Het verscheen in november 1978.
De poëzie is veelal experimenteel van inslag, met een grote nadruk op de drugscultuur waar Jim Morrison deel van uitmaakte. Ook zijn grote delen autobiografisch, ze slaan bijvoorbeeld terug op Morrisons ervaring van het zien van een stervende Indiaan langs de kant van de weg in zijn jeugd.
Verder probeert Morrison aansluiting te zoeken bij zijn poëtische helden, voornamelijk Parijse dichters uit de laat-19e eeuw, zoals Arthur Rimbaud, maar ook de beatdichters. Over in hoeverre dit geslaagd is, verschillen de meningen sterk.

## Tracklist
1. Awake (0:36)
  1. Ghost Song (2:50)
  2. Dawn's Highway (1:21)
  3. Newborn Awakening (3:48)
2. To Come of Age (1:02)
  1. Black Polished Chrome (1:07)
  2. Latino Chrome (3:22)
  3. Angels and Sailors (2:46)
3. Stoned Immaculate (4:20)
4. The Poet's Dreams:
  1. The Movie (1:36)
  2. Curses, Invocations (1:58)
5. The World on Fire (1:06)
  1. American Night (0:29)
  2. Roadhouse Blues (6:59)
  3. Lament (2:18)
  4. The Hitchhiker (2:16)
  5. An American Prayer (6:53)

Teksten zijn van de hand van Jim Morrison, de muziek is van The Doors.
In 1995 werd dit album op cd uitgebracht. Het bevatte drie bonusnummers.
1. Awake (0:36)
  1. Ghost Song (2:50)
  2. Dawn's Highway (1:21)
  3. Newborn Awakening (3:48)
2. To Come of Age (1:02)
  1. Black Polished Chrome (1:07)
  2. Latino Chrome (3:22)
  3. Angels and Sailors (2:46)
3. Stoned Immaculate (4:20)
4. The Poet's Dreams:
  1. The Movie (1:36)
  2. Curses, Invocations (1:58)
5. The World on Fire (1:06)
  1. American Night (0:29)
  2. Roadhouse Blues (6:59)
  3. Lament (2:18)
  4. The Hitchhiker (2:16)
6. An American Prayer (3:28)
  1. Hour for Magic (1:17)
  2. Freedom Exists (0:20)
  3. A Feast of Friends (2:10)
7. Babylon Fading (1:40)
8. Bird of Prey (1:03)
9. The Ghost Song (5:15)

Jim Morrison · Robby Krieger · Ray Manzarek · John Densmore